# بارو (بونتيفيدرا)
بلدية بارو (بالإسبانية: Barro) هي بلدية تقع في مقاطعة بونتيفيدرا التابعة لمنطقة غاليسيا شمال غرب إسبانيا.

## الديموغرافيا
يبلغ عدد سكان بلدية بارو 3.668 نسمة عام 2011 (وفقاً للمعهد الوطني للإحصاء الإسباني).
| 3.570 | 3.533 | 3.444 | 3.408 | 3.426 | 3.583 | 3.668 |